# Dam van Wischhafen

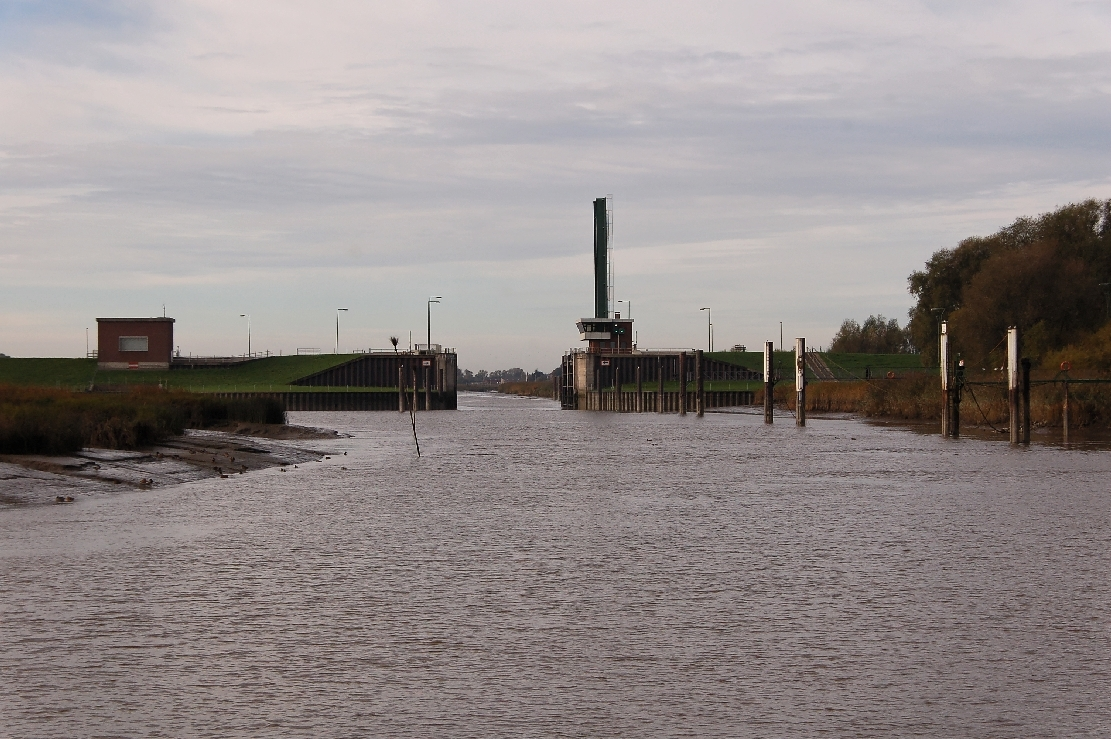
Dam van Wischhafen

De Dam van Wischhafen bij Wischhafen schermt de Wischhafener Süderelbe af van de Elbe. Hij maakt deel uit van het stormvloedbeschermingsproject van de beneden-Elbe; die een getijdenstroom is vanaf de Stuw van Geesthacht tot de monding in de Noordzee. Dit project werd opgestart na de stormvloed van februari 1962.
De dam bevindt zich 500 m stroomopwaarts van de aanlegsteiger van het Veer Glückstadt–Wischhafen.
De dam werd in 1978 in gebruik genomen. Hij omvat een scheepsdoorvaart en een afwateringssluis. De scheepsdoorvaart, die een breedte van 20 m heeft, kan door twee tweedelige hefdeuren worden afgesloten. De drempel ligt 4,5 m onder normaalpeil. De afwateringssluis heeft twee, 5 m brede, doorgangen. 
Dam en afwatering worden vanaf een peil van 2,2 m boven normaalpeil gesloten.

## Brug
Over de scheepsdoorvaart ligt een basculebrug. Zij dient in de eerste plaats voor het dienstverkeer voor het onderhoud van de dijken en staat daarom meestal open (omhoog dus). Buiten dienstnoodwendigheden is zij alleen dicht, en daardoor bruikbaar voor voetgangers en fietsers, van 1 mei tot 30 september op zaterdagen, zon- en feestdagen van 10 tot 12 en van 17 tot 19 uur. Zij ligt op het traject van de Noordzeekust-fietsroute. 